# Козицино (Рязанская область)
Козицино — деревня в Рыбновском районе Рязанской области. Входит в Батуринское сельское поселение.

## География
Находится в западной части Рязанской области на расстоянии приблизительно 17 км на запад-юго-запад по прямой от железнодорожного вокзала в городе Рыбное.

## История
На карте 1850 года показана как поселение с 18 дворами. В 1897 году здесь (тогда деревня Зарайского уезда Рязанской губернии) было учтено 34 двора.

## Население
Численность населения: 278 человек (1897 год), 8 в 2002 году (русские 100 %), 11 в 2010.